# Antonie Ruset
Antonie Ruset (Rosetti), (cca. 1615 – 1685) a fost domn al Moldovei în perioada (10 noiembrie 1675 - noiembrie 1678). 

## Domnie
Provenea dintr-o veche familie de origine greacă. La 9 martie 1677 a hotărât strămutarea reședinței Mitropoliei Moldovei, atunci încă parte a Patriarhiei de la Constantinopol, de la Suceava, vechea Cetate de Scaun, la Iași, noua Cetate de Scaun, întrucât, potrivit practicii bizantine, scaunul mitropolitan sau patriarhal trebuie să rezide în aceeași localitate cu administrația domnească.
Antonie Ruset ( Antonie Rosetti ) a decis la 10 noiembrie 1675 până în noiembrie 1678 in Principatul Moldovei.
A renovat biserica domnească din Iași a lui Ștefan cel Mare, alături de care a instalat o cruce mare de piatră, cu inscripții săpate cu litere chirilice. Crucea poate fi admirată azi în curtea bisericii Cuțitul de Argint din București (a fost adusă acolo în 1906 de Regele Carol I).